# گئورگی ناکاشیدزه
گئورگی ناکاشیدزه (گرجی: გიორგი ნაკაშიძე؛ زادهٔ ۲۳ ژوئیهٔ ۱۹۷۱) هنرپیشه اهل کشور گرجستان است. وی از سال ۱۹۹۵ میلادی تاکنون مشغول فعالیت بوده‌است. از مهم‌ترین فیلم‌هایی که وی در آن بازی کرده است می‌توان به فیلم نارنگی‌ها (محصول ۲۰۱۳)اشاره نمود که نامزد دریافت جایزهٔ جایزه اسکار بهترین فیلم خارجی‌زبان در هشتاد و هفتمین دوره جوایز اسکار بود. در سال ۲۰۱۴ در جشنواره فیلم اوراسیا جایزهٔ بهترین بازیگر مرد به وی و سه تن دیگر از بازیگران فیلم نارنگی‌ها تعلق گرفت.

## قسمتی از فیلمشناسی
- نارنگی‌ها -۲۰۱۳
- ساعت ساز- ۲۰۱۱
- میانجی -۲۰۰۸
- معکوس -۲۰۰۶
- سرآشپز عاشق -۱۹۹۶